# Piotr Rysiukiewicz
Piotr Grzegorz Rysiukiewicz (* 14. července 1974, Świebodzin, Lubušské vojvodství) je bývalý polský atlet, sprinter, jehož specializací byl běh na 400 metrů.
Své největší úspěchy zaznamenal především ve štafetě na 4 × 400 metrů. Má dvě bronzové medaile ze světových šampionátů, byť byl bronz Polsku jak na MS 1997 v Athénách i na MS 2001 v Edmontonu dodatečně udělen až po diskvalifikaci amerických kvartet.
V roce 1999 byl na halovém MS v japonském Maebaši členem štafety, která vybojovala stříbrné medaile a časem 3:03,01 vytvořila dosud platný halový evropský rekord v běhu na 4 × 400 metrů. Spoludržiteli dále jsou Piotr Haczek, Jacek Bocian a Robert Maćkowiak.
Třikrát reprezentoval na letních olympijských hrách (Atlanta 1996, Sydney 2000, Athény 2004). Jeho největším individuálním úspěchem je 4. místo z halového ME 2002 ve Vídni.